# 橋本豐子
橋本豐子（日语：／ Hashimoto Toyoko），日本女性動畫師。
她最初在龍之子製作公司（以下簡稱龍之子）工作，在擔任《未來警察浦島人》和其它作品的原畫之後，以《光之傳說》第一次負責人物設定。隨後，她成為自由工作者，並擔任龍之子、SHIN-EI動畫、東京電影（現TMS Entertainment）的原畫、作畫監督之工作。她也曾擔任川浩執導作品《蕃茄十勇士》和《叮噹貓》的人物設定。

## 參加作品

### 電視動畫
1978年
- 科學小飛俠II（作畫、動畫）

1979年
- 科學小飛俠F（作畫）

1982年
- 逆轉一發人（日语：逆転イッパツマン）（—1983年，動畫檢査）

1983年
- 未來警察浦島人（原畫）

1985年
- 小鬼Q太郎 (1985年版)（—1987年，原畫）

1986年
- 光之傳說（人物設定、作畫監督）

1987年
- 超能力魔美（作畫監督）

1989年
- 昆蟲物語 孤兒哈奇 (1989年版)（作畫監督）

1990年
- 快樂的嚕嚕米一家（日语：楽しいムーミン一家）（原畫）

1992年
- 蕃茄十勇士（人物設定）

1993年
- 叮噹貓（人物設定）

1995年
- 怪盜Saint Tail（原畫）

1996年
- 蠟筆小新（1996年—，作畫監督、原畫）

2001年
- 熱帶雨林的爆笑生活（原畫）

2005年
- 哆啦A夢 (2005年版) （2005年—，原畫）

### 電影動畫
1991年
- 大眼蛙的三劍客（日语：サンリオアニメフェスティバル）（原畫）

1997年
- 蠟筆小新：黑暗珠珠大追擊（原畫）

1998年
- 蠟筆小新：電擊！豬蹄大作戰（原畫）

2004年
- 蠟筆小新：夕陽下的春日部男孩（原畫）

2007年
- 哆啦A夢：大雄的新魔界大冒險 ～7人魔法使～（原畫）
- 蠟筆小新：小白的屁屁炸彈（原畫）

## 相關項目
- 龍之子製作公司
- SHIN-EI動畫
- 東京電影
- 川浩
- 日本動畫師列表（日语：アニメ関係者一覧）